# Google Play
Google Play est une suite d'applications et un magasin d'applications créée par Google le 22 octobre 2008 par fusion des services Android Market, Google Movies, Google ebookstor et Google Music. Elle regroupe Play Store, le magasin d'applications officiel pour les appareils fonctionnant sous Android et Chrome OS, Play Films et séries, une boutique de location de films et de séries télévisées, Play Livres, une boutique d'achat en ligne de livres et de magazines, et Play Jeux, un service de sauvegarde, de récompense et de défis autour des jeux mobiles disponibles sur le Play Store.
En octobre 2022, le Google Play Store est fort de 3 553 050 applications, ce qui en fait le plus gros magasin d'applications au monde devant l'App Store et ses 1 642 759 applications.

## Histoire

### Android Market
L'Android Market a été annoncé le 28 août 2008 et a été disponible pour les utilisateurs le 22 octobre 2008. La possibilité pour les développeurs de rendre des applications payantes a été ajoutée au Royaume-Uni et aux États-Unis le 13 février 2009. Le 30 septembre 2010, le support a été étendu à 30 autres pays.
Le 8 septembre 2009, le cap des 10 000 applications disponibles est franchi, avec 35 % d'applications gratuites ; 20 % sont des jeux et 16 % ont été déjà téléchargés plus de 10 000 fois.
Le 16 décembre 2009, la 20 000e application est disponible ; 62,3 % des applications sont alors gratuites (contre 33 % sur l'App Store ce même jour).
Le 17 mars 2010, 30 000 applications peuvent être téléchargées.
Le 23 juin 2010, ce sont plus de 68 000 applications disponibles sur la plateforme d'Android.
Le 14 juillet 2010, le cap du 1er milliard de téléchargements a été atteint.
Le 9 septembre 2010, plus de 80 000 applications étaient recensées, soit environ 10 000 nouvelles applications (+ 15 %) distribuées en 3 mois.
Le 26 octobre 2010, Google indique qu'il y a désormais plus de 100 000 applications disponibles.
En décembre 2010, Google annonce la mise à jour progressive de l'application Android Market sur les smartphones équipés de Android 1.6 et plus. Les changements de cette version 2.x se situent au niveau de l’interface avec un carrousel vert, et l'apparition contient de nouvelles sections de recherche. Le poids des applications est désormais affiché, et la limite maximum passe de 25 MB à 50 MB. Le développeur a la possibilité d'indiquer les résolutions disponibles pour son application. Le délai de remboursement des applications passe de 24 ou 48 heures à 15 minutes. Lookout Inc. a relevé, en 2010, que 80 applications capturent les données personnelles de l’utilisateur à son insu.
Le 2 février 2011, Google lance une nouvelle version web de l'Android Market offrant un accès via un ordinateur personnel. Liées à un compte Google (l'un de ceux enregistrés sur le smartphone), les applications seront directement téléchargées et installées à distance sur le périphérique sous Android. Jusqu'alors il n'existait que des sites non officiels, comme Androlib ou CodeS-SourceS qui diffusaient le flux de la plateforme de téléchargement, tandis que le site officiel ne diffusait qu'une sélection des meilleures applications.
Le 14 avril 2011, Google annonce que la barre des 3 milliards de téléchargements a été dépassée.
Le 12 juillet 2011, le nouvel Android Market, version 3.x, est sorti pour les smartphones et tablettes disposant d'Android 2.2 ou plus. Cette nouvelle version propose une interface redessinée, une harmonisation des classements avec la version web de la boutique, une nouvelle méthode de navigation permettant de glisser entre les pages et la possibilité d'accéder directement aux autres services (Musique, livres, films) directement depuis l'Android Market. Cette nouvelle version comble un des principaux défauts de l'Android Market, qui était le manque d'ergonomie de l'application.
En septembre 2011, la tablette Motorola Xoom reçoit une mise à jour comprenant une version d'Android Market adaptée aux tablettes fonctionnant sous Android Honeycomb. Cette nouvelle version comprend des pages d'applications réorganisées pour s'adapter aux grands écrans des tablettes, tandis que les classements et l'écran d'accueil restent inchangés. Cette version est désormais appliquée sur toutes les tablettes sous Android Ice Cream Sandwich et Jelly Bean.

### Google Play
Le 6 mars 2012, Google annonce que Google Play va remplacer l'Android Market, Google Books, Google Movies et Google Music de façon à créer une certaine cohésion entre les différents services de Google. L’installation de Google Play se fait petit à petit sur les appareils équipés d'Android 2.2 au minimum (l'application restant en version 3.x). Dès qu'un utilisateur lance l'Android Market, la mise à jour s'effectue automatiquement sans demander l'autorisation à l'utilisateur, qui doit ensuite accepter les conditions d'utilisation.
Le 9 avril 2013, Google annonce une refonte complète de l'application Google Play qui passe en version 4.x : nouvelle interface plus colorée et simplifiée, basée sur les applications Google Now, Keep et Google +, l'application est toujours disponible à partir d'Android 2.2. En même temps a lieu un important nettoyage ; en effet, plus de 60 000 applications ont été supprimées au cours du mois de février, en grande majorité des applications indésirables ou proposant des sonneries gratuites.
Le 15 mai 2014 apparaît la possibilité de paiement par PayPal.
Google annonce, en 2015, que plus de 400 millions de terminaux sont chaque jour scannés pour rechercher des applications contenant des éléments nuisibles. 0,15 % d'appareils contenant des applications dangereuses ont été détectés.
Le 14 mars 2016, la fonction de présentation des jeux devient accessible pour certains jeux, dans la section Google Play Games. Tout utilisateur peut lancer l'application et jouer pendant 10 minutes dans le navigateur web. Il n'est pas nécessaire de télécharger et d'installer une version d'essai.
En juillet 2017 est intégré un antivirus, Google Play Protect.
Le 27 juillet 2018, Google Play interdit l'installation d'applications de minage de cryptomonnaies. L'utilisation de portefeuilles de cryptomonnaies reste permise.
Le 15 avril 2020, Google Play ajoute une nouvelle section pour les enfants, « Teacher Approved », regroupant toutes les applications approuvées par les professeurs.
Le 8 mars 2021, Google Play introduit les Play Points, qui permettent de profiter de réductions sur des jeux[réf. nécessaire].

### Identité visuelle

#### Logo

Premier logo d'Android Market sur les versions 1.x et 2.x de l'application. Existe encore aujourd'hui
Logo d'Android Market utilisé à partir de 2011 sur la version 3.x de l'application et le site web. Existe encore aujourd'hui
Logo de Google Play de mars 2012 à septembre 2015.
Logo de Google Play de septembre 2015 à avril 2016.
Logo de Google Play d'avril 2016 à juillet 2022.
Logo de Google Play depuis juillet 2022.

## Fonctionnement
Pour pouvoir avoir accès à Google Play, il est nécessaire de posséder et de s'authentifier par un compte Google. Si l'utilisateur n'en possède pas, il peut en créer un directement via l'application.

### Accès
Google Play est accessible sous plusieurs formes :
- Un site web, accessible depuis n'importe quel navigateur web depuis un ordinateur, smartphone ou une tablette ;
- Une application « Play Store », installée dans les smartphones et tablettes tactiles ayant reçu la certification Google, permettant d'acheter des produits et de gérer ses applications ;
- Des applications séparées pour gérer et lire ses films, séries télévisées, musiques, livres et magazines.

### Compatibilité
Les applications de Google Play ne sont pas open source. Seuls les appareils certifiés par Google et ayant les caractéristiques techniques requises peuvent être vendus avec l'application Google Play (ou Android Market sur certains appareils anciens) après que le constructeur ait signé un accord de licence avec Google. Dans le passé il était nécessaire pour un appareil de posséder une connectivité 3G ou 4G pour pouvoir être équipé de Google Play (Android Market à l'époque), ce qui excluait les tablettes sans connectivité autre que le Wi-Fi, baladeurs et autres appareils concurrents de l'iPod touch d'Apple. Cette restriction a été levée en 2011 et le Samsung Galaxy Player a été le premier baladeur sous Android équipé de l'Android Market.

#### Disponibilité

Films & séries tv
Films
non disponible

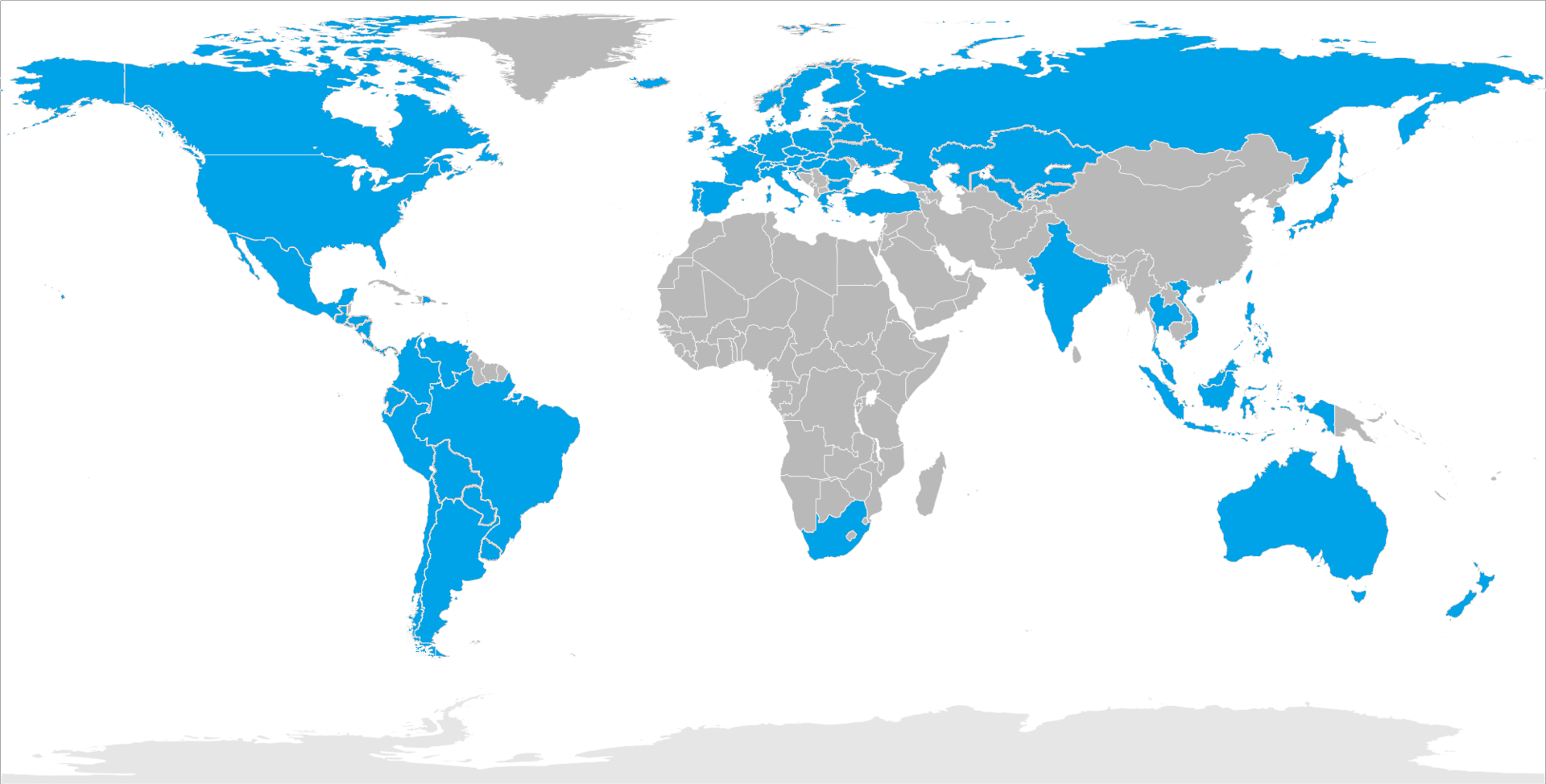
Disponible
non disponible

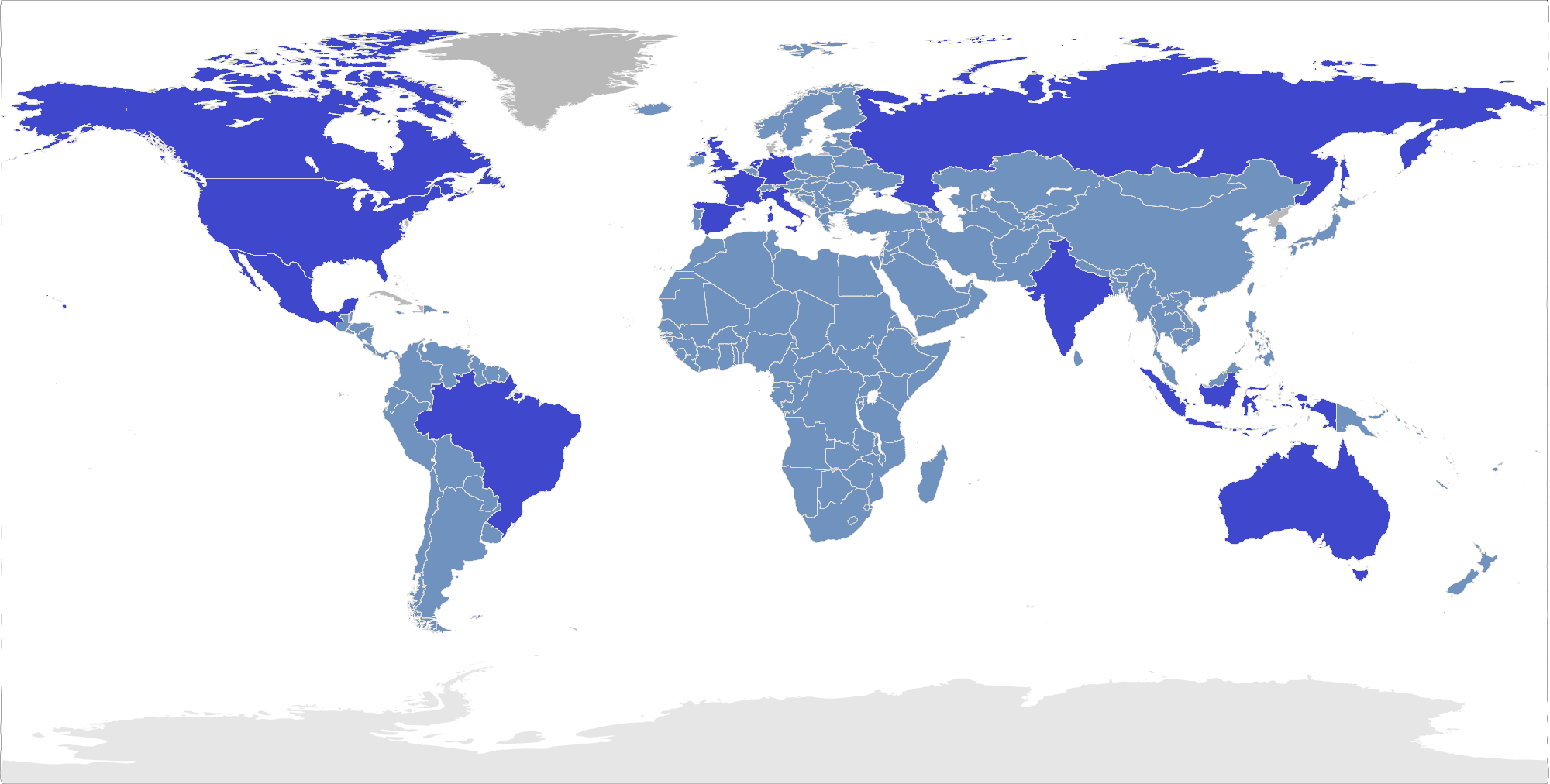
Magazines et journaux
Gratuit
non disponible

### Gestion des applications
A ses débuts, Android Market n'installait pas automatiquement les applications. Contenues dans un fichier au format .apk (Android Package files), celles-ci devaient être installées par l'utilisateur, qui pouvait choisir de stopper l'installation.
Les applications sont installées dans la mémoire interne de l'appareil, y compris les mises à jour d'applications systèmes ; sous certaines conditions, l'application peut être installée sur un support externe, depuis Android 2.2.
Initialement, lors d'une mise à jour, Android Market téléchargeait l'intégralité de l'application (la nouvelle version écrasant l'ancienne), manuellement ou automatiquement si l'utilisateur a autorisé cette fonction ou si l'application le permet car en cas de changements de droits d'accès par exemple la mise à jour doit se faire manuellement. Depuis 2012, seuls les fichiers modifiés sont téléchargés, afin de rendre les mises à jour plus rapides, notamment pour les grosses applications, et d'économiser les données pour les forfaits ayant un faible quota. Ce dispositif, nommé « Smart App Delta » et disponible à partir d'Android 2.3, commence à être appliqué depuis fin août 2012 de manière progressive. Par exemple, l'application Instagram pèse 130 Mo tandis que la dernière mise à jour ne pèse que 30 Mo.
La suppression d'une application d'un appareil Android se fait de plusieurs façons : dans le Play Store, depuis la liste des applications ou depuis la page de l'application, ou dans le menu paramètres du téléphone, dans la section Applications.

### Fonctionnalités

#### Site internet
Le site internet de Google Play, accessible depuis la page d'accueil de Google via le bouton « Play » permet d'installer, mettre à jour ou supprimer une application à distance. Il permet aussi de gérer ses appareils et l'ensemble des contenus achetés (applications, livres, musique…), de commenter et noter un produit et de le partager sur Google+ et Twitter. Les contenus sont triés selon des classements (À la une, Les plus rentables, Choix de l'équipe, etc. pour les applications ; Top des films, Staff picks, New releases pour les films ; Top payant, Nouveautés, Recommandations, etc. pour les livres) ou par catégories (Actualités, Météo, Jeux de courses, etc pour les applications ; Action, Humour, Documentaire, etc. pour les films ; Arts, Littérature pour les livres…).

#### Application
Installée par défaut sur les appareils ayant reçu la certification, il permet comme pour le site web d'installer en choisissant de l'installer par données mobiles ou le Wi-Fi, mettre à jour ou supprimer une application, commenter un contenu et les contenus sont aussi classés selon les mêmes catégories. L'application permet aussi de partager une application en Bluetooth, par Mail, sur Facebook ou sur un service de stockage en ligne comme Google Drive. L'application permet aussi de filtrer les applications afin de bloquer certaines applications contenant des contenus violents ou à caractère érotique, ces paramètres peuvent être bloqués par le code PIN de l'appareil.
Une fonction secondaire, baptisée « Ma liste de souhaits » (« Wishlist » en anglais), permet à l'utilisateur de créer une liste des applications qu'il souhaite acquérir afin de les retrouver rapidement ultérieurement est disponible depuis fin août 2012.

### Cartes-cadeaux

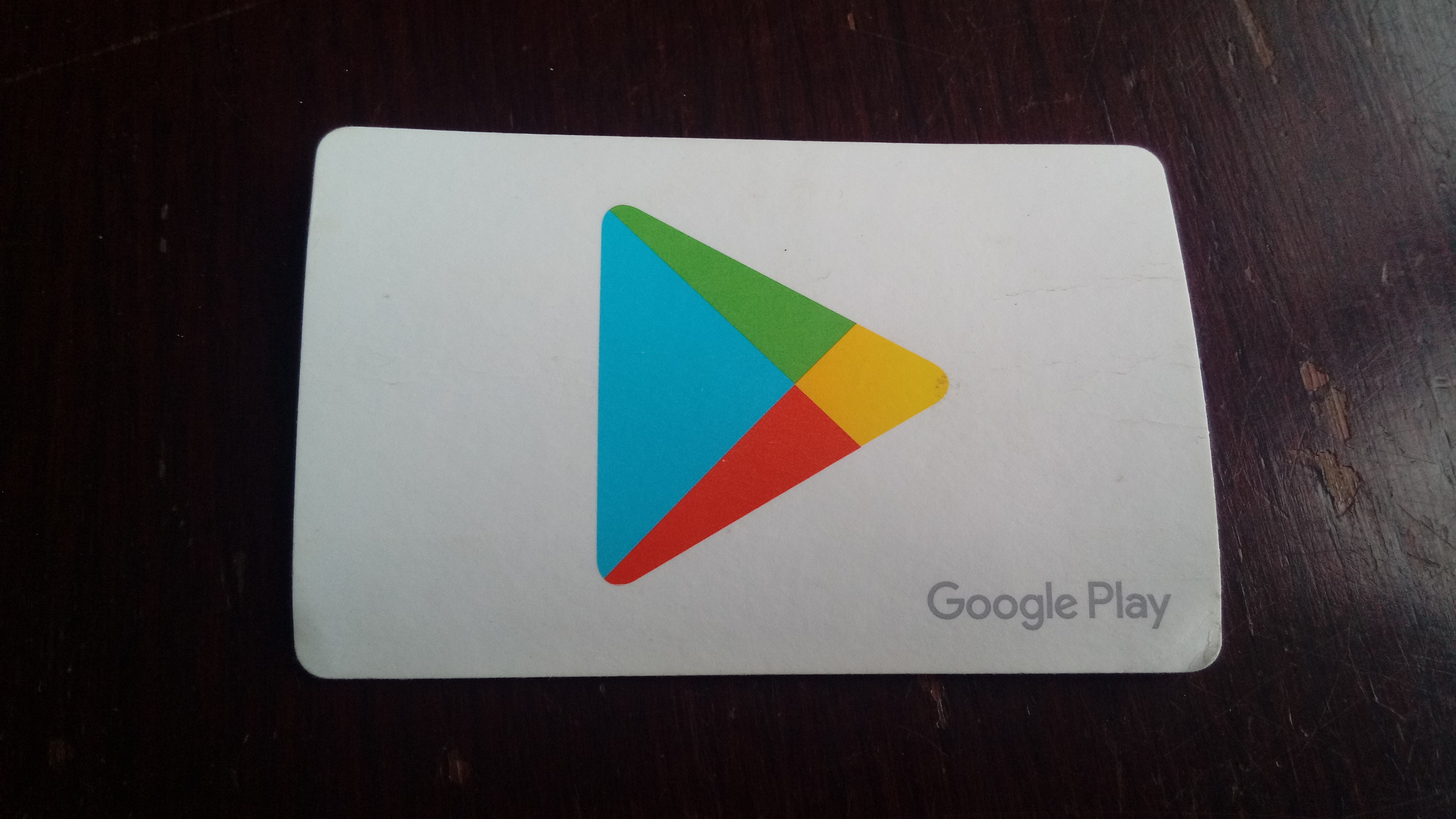
Carte-cadeau Google Play

Les cartes-cadeaux sont destinées à être offertes à des proches afin de pouvoir acheter des contenus sur Google Play (applications, livres, musique…). Un code est inscrit sur chaque carte, une fois rentré dans la boutique via la fonction « Utiliser » (« Redeem » en anglais) via Android ou via un site internet dédié.
Ce service est disponible dans quatre pays :
- Aux États-Unis, depuis le 22 août 2012, elles sont disponibles en format physique à des prix de 10, 25 et 50 $[38].
- Au Royaume-Uni, depuis le 6 mars 2013, elles sont disponibles en format physique à des prix de 10, 25 et 50 £, les cartes sont disponibles dans les supermarchés Tesco et Morrisons[39].

### Bibliothèque Famille
Depuis 2016, une nouvelle fonctionnalité, « bibliothèque famille », permet aux utilisateurs Android de partager les titres achetés (apps, jeux, musique, films, séries TV) dans une même famille. Cette modification est disponible sur des titres payants de Google Play.

## Condamnations
En 2023, un tribunal fédéral de Californie reconnaît le magasin d'application Google Play constitue un monopole illégal.

### Conflit avec Epic Games
En octobre 2024, dans le litige que Google a avec Epic Games, le juge fédéral James Donato tranche en faveur du second. Aux États-Unis et pendant au moins 3 ans, à partir du 1er novembre 2024, Google n’est plus autorisé à bloquer le téléchargement de magasins d’applications tierces sur Android, et ceux-ci peuvent même être accueillis directement sur le Play Store. Par ailleurs, leurs développeurs ne sont plus obligés de verser une commission de 30% à Google ou d’utiliser la facturation et la tarification de Google Play. L’entreprise ne peut d’ailleurs plus payer des développeurs pour lancer leurs applications en avance ou exclusivement sur le Play Store ou encore les fabricants de smartphones et opérateurs téléphoniques pour préinstaller Google Play et empêcher l'installation de boutiques rivales. Enfin, la firme ne doit plus empêcher les développeurs de rediriger leurs clients vers des options de paiements externes (où les 30% de commission ne s’appliquent plus). Google fait aussitôt appel de cette décision, estimant qu'elle « nuir[a] aux consommateurs, aux développeurs et aux fabricants d'appareils américains ».

## Critiques

### Liste d'applications
Google contrôle la liste des applications disponibles sur Play Store et en empêche l'accès à des applications qui peuvent entraver ses sources de revenus : 
- par la publicité, telles que Disconnect qui a porté plainte auprès de l'Union européenne, les applications AdBlock Plus en 2013 et AdBlock Fast en 2016.
- par son monopole sur la distribution de contenu, en créant systématiquement des obstacles pour empêcher les utilisateurs Android de télécharger d'autres magasins d'applications pour leur appareil depuis Google Play.
Ce contrôle, justifié par l'existence de problèmes potentiels de sécurité, est remis en cause par des utilisateurs ne souhaitant pas connecter de compte Google à leur smartphone Android et par certains développeurs qui ne publient volontairement pas leurs applications sur le Play Store en raison d'un désaccord envers les violations de la vie privée dont Google se rendrait coupable, telles que des conditions d'utilisation inacceptables ou la création de portes dérobées au sein des applications ; ceux-ci se tournent alors vers des magasins d'applications alternatifs tels que F-Droid, APKPure ou Aptoide.

### Commission
Google prend une commission de 30 % sur le prix de vente des applications via Google Play. Les éditeurs protestent contre ce pourcentage qu'ils jugent excessif.
En septembre 2020, Google annonce que cette commission s'appliquera également et de manière obligatoire aux achats intégrés à l'application, qui pouvaient jusqu'ici faire l'objet de règlements par un autre canal.

## Services

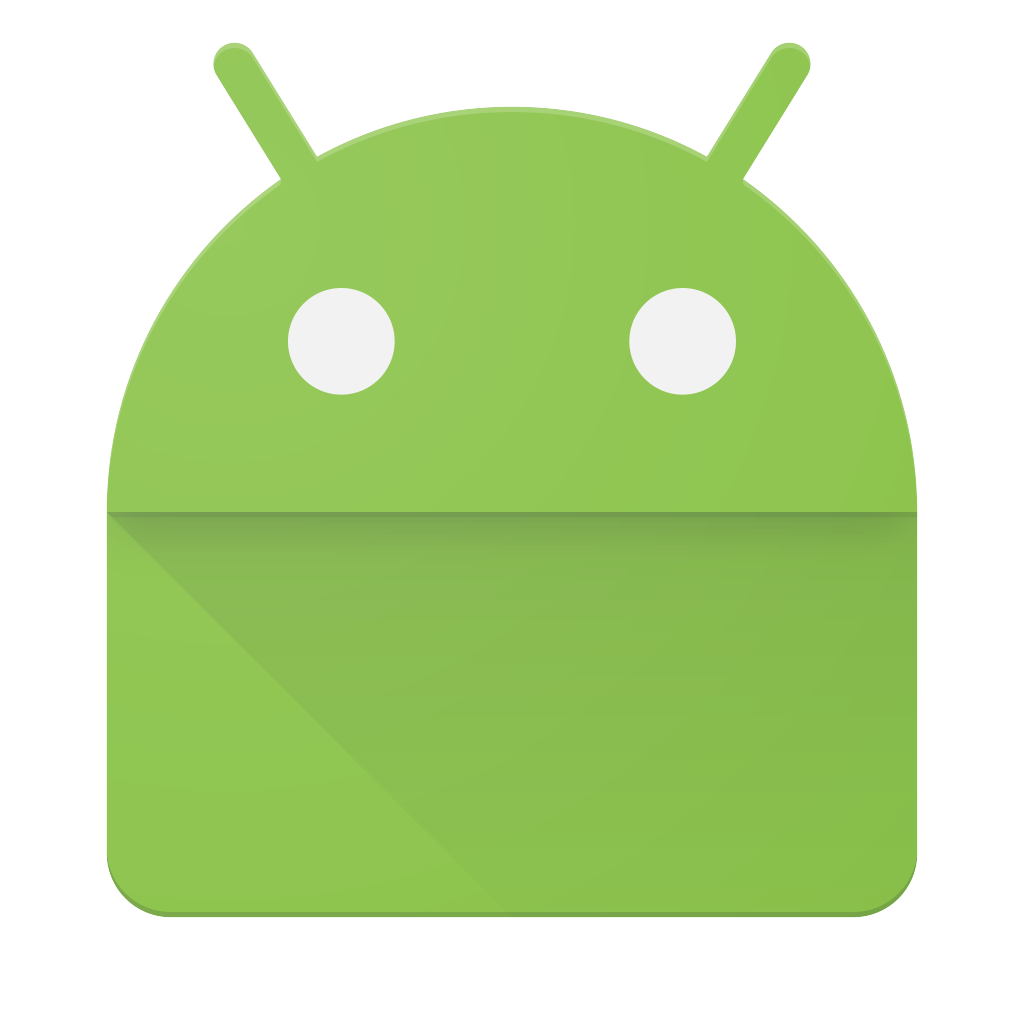
Applications et jeux

### Applications
La fonction première de Google Play, le téléchargement d'applications pour le système Android, est disponible dans plus d'une centaine de pays qui permet de télécharger plusieurs centaines de milliers d'applications gratuites ou payantes avec des prix pouvant aller de quelques centimes à plusieurs dizaines d'euros. Les applications disponibles sont très diverses comme des jeux tels que Angry Birds ou Grand Theft Auto III, des utilitaires comme Google Maps, Google Drive ou ES Explorateur de fichiers, des applications de réseaux sociaux comme Facebook, Google+ ou Twitter, des agrégateurs de flux d'actualités comme Flipboard, des écrans d'accueils alternatifs comme Go Launcher, ou même des applications nécessitant d'avoir rooté son appareil comme SuperSU qui est un gestionnaire de droits d'utilisateur root et des thèmes pour CyanogenMod ou MIUI qui sont des versions alternatives d'Android.

#### Nombre de téléchargements
Au 4e trimestre 2017, Google Play a totalisé 19 milliards de téléchargements, à comparer au 9 milliards de l'Apple Store.

#### Sécurité
La sécurité des applications est mise en cause le 30 juillet 2010, lorsqu'il est découvert qu'une des applications de l'Android Market, Jackeey Wallpaper, peut envoyer des données confidentielles (numéros de téléphones, par exemple) à un site internet chinois.
Le 1er août 2012, Google a annoncé un durcissement des règles de publication des applications pour faire face à des dérives ayant été observées depuis plusieurs mois.
Ces nouvelles règles ont pour but d'éviter la mise en ligne d'applications contenant des virus, des applications ayant un nom et/ou une icône trop proche des applications système (Google+, YouTube…), des applications émettant des publicités dans les notifications ou rajoutant des raccourcis ou des favoris ou encore affichant des informations personnelles (carnet d'adresses…) à l'insu de l'utilisateur. Un autre de ces changements est l'obligation d'utiliser Google Wallet pour le payement in-app des applications.
L'application de ces règles est immédiate pour les nouvelles applications et sous un délai de 30 jours pour les applications existantes sous peine de suppression définitive.
En aout 2017, Google annonce que les applications qui présentent des défauts de qualité pouvant nuire à leurs utilisateurs seront pénalisées.

#### Distribution d'application
Contrairement à l'App Store ou au Windows Phone Marketplace, Google ne met pas en place un processus de validation, seule une vérification des licences pour s'assurer du respect des droits d'auteurs est effectuée. Mais cette méthode pose des problèmes de sécurité car des applications malveillantes peuvent être publiées, lorsqu'elles sont découvertes, Google les supprime le plus vite possible.
Pour pallier ce problème, Google a mis en place fin 2011 et début 2012 un programme nommé « Bouncer » qui inspecte les applications publiées sur le Play Store pour détecter les malwares connus et si l'application effectue ou non des actions suspectes ; par la suite, les applications sont scannées de manière périodique et si nécessaire elles sont supprimées. Ce nouveau système a permis de diminuer de 40 % le nombre d'applications problématiques selon Google.

#### Prix des applications et achats
Les développeurs d'applications payantes reçoivent 70 % du prix du logiciel, 30 % allant à Google. Les revenus engendrés par les applications payantes sont redistribués aux développeurs via Google Checkout. Pour chaque nouveau développeur, 25 $ sont à fournir comme frais de dossier.

### Musique

#### Présentation
Ce service a été lancé le 16 novembre 2011 et arrêté le 31 décembre 2020 pour être remplacé par YouTube Musique originellement sous le nom Google Music puis Google Play Music à partir du 6 mars 2012, permettait d'acheter des titres, jusqu'à une limite de 20 000 contre 1000 pour Amazon, issus des catalogues des labels EMI, Sony Music Entertainment, Universal Music Group et d'autres petits labels. Les titres achetés étaient consultables en ligne sur le site de Google Play sur téléphone mobile ou sur tablette tactile via l'application dédiée qui permettait de lire ses morceaux achetés depuis le cloud.
Le service permettait, en plus de lire les titres achetés sur la boutique, de télécharger sa propre bibliothèque afin de pouvoir les lire via l'application Play Music.
Un utilitaire du nom de Google Play Music Manager permettait de télécharger ses titres achetés sur son PC sous Windows, Mac OS ou Linux.
En novembre 2014, Google lance YouTube Music Key (en), un service payant de musique en streaming illimité et sans publicité proche de Spotify ou de Deezer, qui se différencie de ces deux autres services par la possibilité d’écouter toutes les vidéos musicales de YouTube.

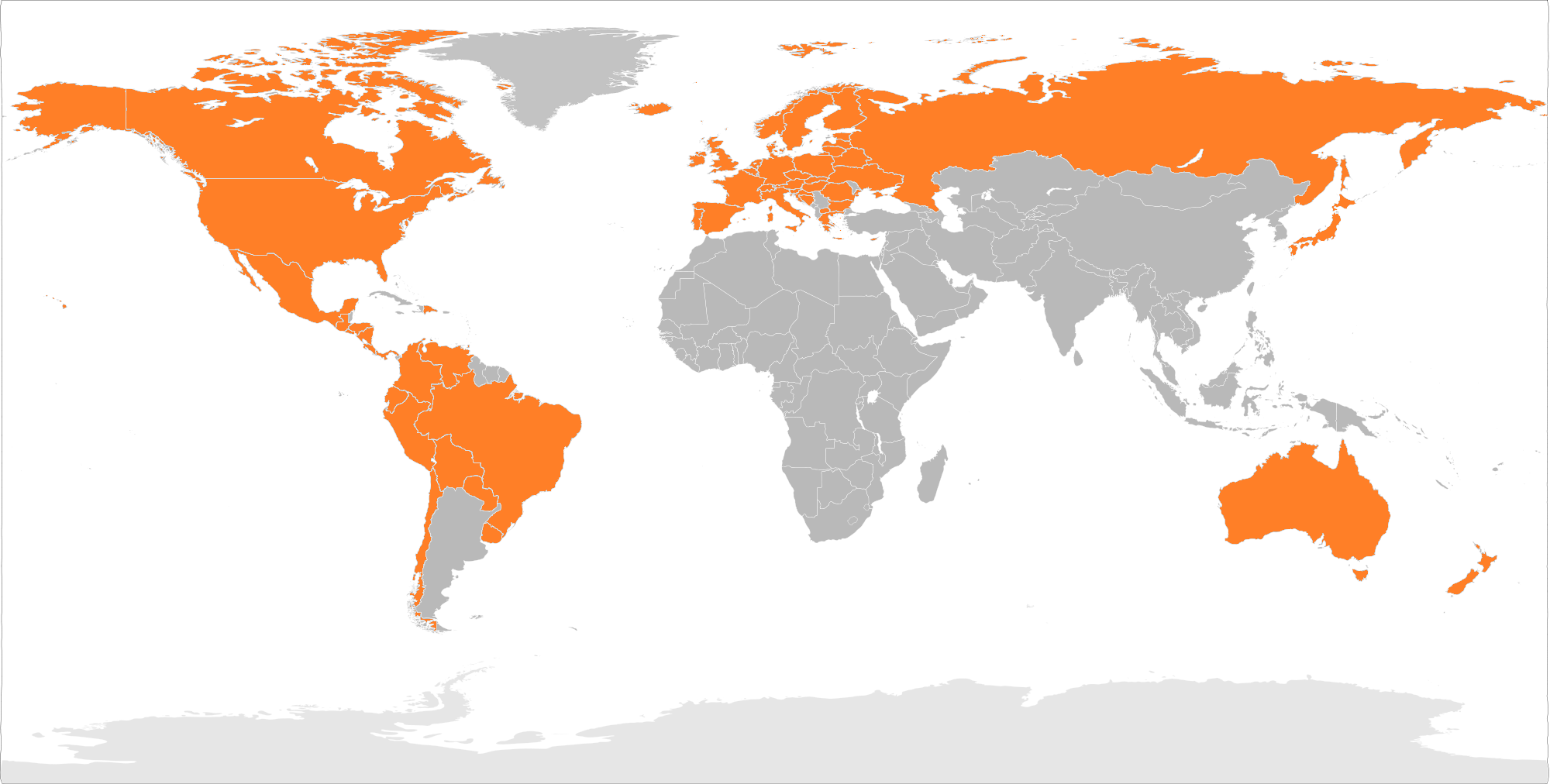
accès complet
seulement par achat
non disponible